# Walter Horak
Pour les articles homonymes, voir Horak.
Walter Horak est un footballeur international autrichien né le 1er juin 1931 à Marchegg en Autriche et mort le 24 décembre 2019 à Vienne (Autriche). Il était attaquant.
Il participe à la Coupe du monde 1958 puis à l'Euro 1960 avec l'Autriche.

## Biographie
Horak a joué pour plusieurs clubs, dont l'Autriche Wien, le SC Wacker Wien, le Grazer AK et le FC Sochaux (France). Mais avec le Wiener Sport Club, il a remporté deux titres de champion et il a dépassé le tableau final des buteurs une fois.
Carrière internationale	Modifier
Il a fait ses débuts pour l'Autriche en novembre 1954 contre la Hongrie et a participé à la Coupe du monde de football de 1958 et à la Coupe d'Europe des nations de 1960 où il a marqué contre la France. Il a remporté 13 sélections, marquant 3 buts.

## Carrière
- 1954-1959 :  Wiener Sport-Club
- 1959-1960 :  SC Wacker Wien
- 1961 :  Grazer AK
- 1961-1962 : Austria Vienne
- 1962 :  FC Sochaux
- 1962-1966 :  1. Schwechater SC
- 1966-1967 :  Austria Klagenfurt[2]

## Palmarès
- International autrichien (13 sélections et 3 buts) entre 1954 et 1960
- Champion d'Autriche en 1958 et 1959 avec le Wiener Sport-Club, en 1962 avec l'Austria Vienne
- Meilleur buteur du championnat d'Autriche en 1958